# Laguna Vistula
Laguna Vistula sau Laguna Vistulei (în poloneză Zalew Wiślany, în germană Frisches Haff, în lituaniană Aistmarės, în rusă Калининградский залив, transliterat: Kaliningradskii zaliv) este o lagună cu apă salmastră la Marea Baltică, cu o lungime de aproximativ 90 km, o lățime de la 10 până la 19 km și o adâncime de până la 5 m. Laguna este separată de Golful Gdańsk prin cordonul litoral al Vistulei.

## Geografie
Laguna este o gură de vărsare a câtorva brațe ale râului Vistula, în special Nogat⁠(d) și Szkarpawa⁠(d), dar și a râului Pregolya⁠(d).
Laguna este împărțită între Polonia (include localitățile Elbląg, Tolkmicko, Frombork și Krynica Morska) și regiunea Kaliningrad a Rusiei (include localitățile Kaliningrad, Baltiisk și Primorsk). Înainte de anul 2022, singura rută de apă din lagună către Golful Gdańsk era Strâmtoarea Baltiisk, în partea rusească a lagunei. Portul polonez Elbląg obișnuia să aibă un trafic comercial substanțial pe lagună, dar acesta a scăzut din cauza tensiunilor internaționale și a colmatării. Între 2019 și 2022, Polonia a construit canalul cordonului Vistula în propria porțiune a lagunei, pentru a crea o altă rută de apă din lagună. Kaliningrad și Baltiisk sunt în prezent porturi maritime importante pe lagună.

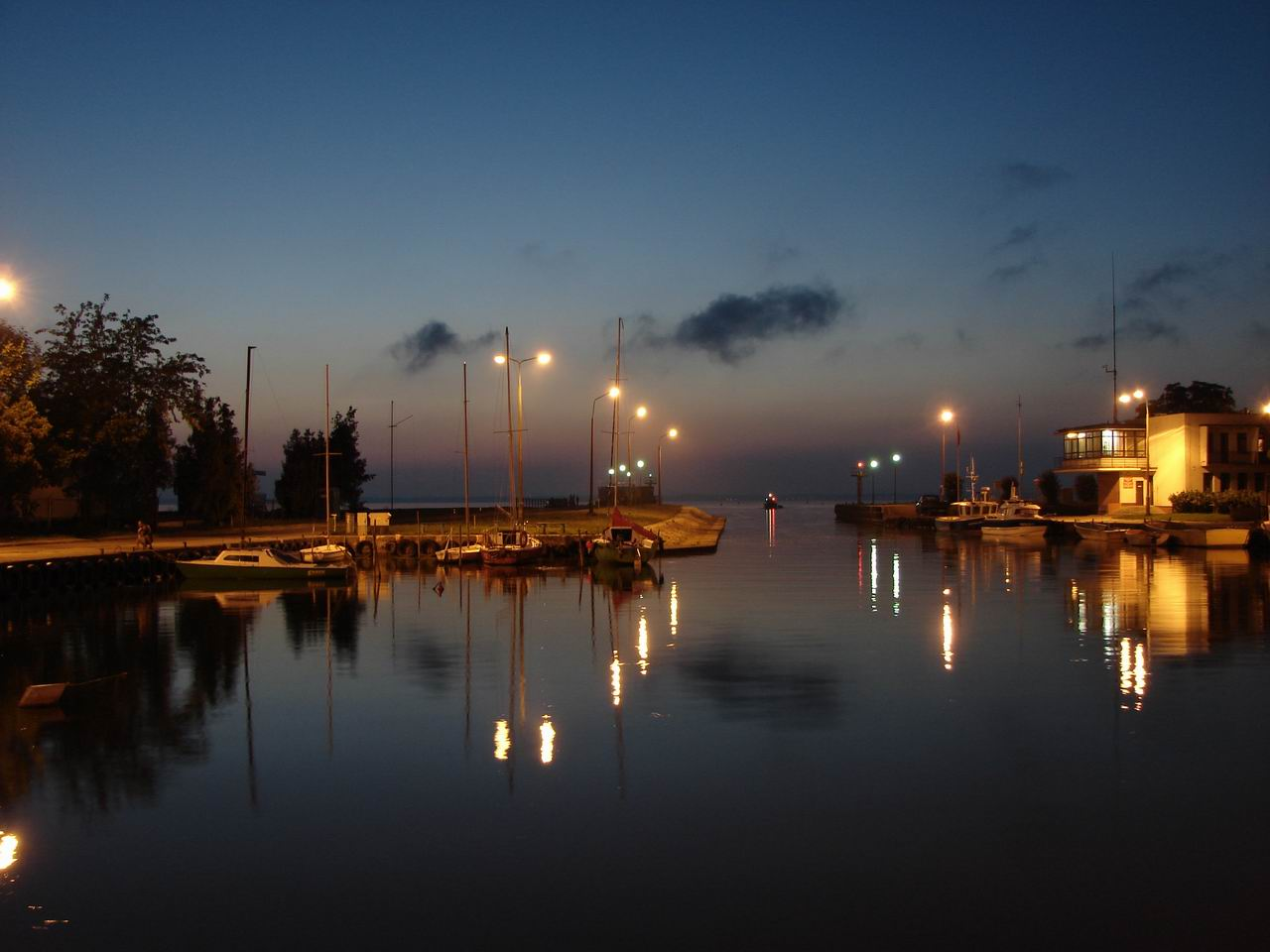
Mic port pe laguna Vistula în Frombork, Polonia

Este o zonă importantă pentru păsări (IBA) din Polonia.

## Etimologie
Cea mai veche versiune a numelui Lagunei Vistulei a fost înregistrată în sursele istorice de către călătorul Wulfstan din Hedeby⁠(d) la sfârșitul secolului al IX-lea ca Estmere. Este o versiune anglo-saxonă a lui Aīstinmari din limba prusacă veche, care era numele lagunei. Numele a reprezentat unirea a două cuvinte din prusaca veche:
- Aistei⁠(d) - un popor antic descris pentru prima dată de istoricul roman Tacit în tratatul său De origine et situ Germanorum („Despre originea și țara germanilor” sau „Germania”); (circa 98 d.Hr.). După Tacit, teritoriul poporului Aesti era situat undeva la est de Suiones (suedezi).
- *mari - „lagună (o întindere de apă separată de o întindere mai mare de apă printr-un recif de nisip), golf cu apă dulce”.[3]

Astfel, cea mai veche semnificație cunoscută a numelui Lagunei Vistulei a fost „Laguna sau marea Aestilor”. Numele în limba prusacă veche este încă folosit în lituaniană modernă ca Aistmarės, care își păstrează sensul original.
Peste trei sute de ani mai târziu, în prima jumătate a secolului al XIII-lea, numele Lagunei Vistula apare în acte emise de Ordinul Cavalerilor Teutoni în limba latină sub numele Mare Recens (1246 - „mare” - un lac sau o baltă și „recens” - proaspătă sau recentă), în contrast cu numele contemporan al Mării Baltice - Mare Salsum (Marea Sărată). Din 1251, există o referință la Mare Recens et Neriam și, în final, în 1288, la Recenti Mari Hab, care corespunde termenului în limba germană „Frisches Haff”. Numele german modern, Frisches Haff, este derivat dintr-o formă anterioară, Friesisches Haff.
Numele în limba rusă al lagunei din 1946 este Kaliningradskii zaliv (Калининградский залив), care are sensul de „Golful Kaliningrad”.

## Istorie
Din prima jumătate a secolului al XIII-lea, laguna a făcut parte din Statul monastic al Cavalerilor Teutoni. În 1454, regele Cazimir al IV-lea Jagiellon a încorporat regiunea în Regatul Poloniei la cererea Confederației Prusace⁠(d) care era anti-teutonică. În urma tratatului de pace din 1466, a rămas parte a Poloniei, partea vestică făcând parte din provinciile poloneze Prusia Regală și Polonia Mare, iar partea estică fiind o feudă poloneză, deținută de Cavalerii Teutoni și Ducatul Prusia.
Zona înconjurătoare a fost locuită de polonezi, germani și Kursenieki⁠(d) (curlandieni). În urma Primei Împărțiri a Poloniei, teritoriul a făcut parte din Regatul Prusiei, care a devenit parte a Imperiului German în 1871. Din 1920 până în 1939 a fost împărțit între Germania și Orașul Liber Danzig. În 1945, partea vestică, care cuprindea 43,8%, a redevenit parte a Poloniei, în timp ce partea estică a căzut în mâinile Uniunii Sovietice (acum în Rusia). Administrativ, este împărțit între voievodatele poloneze Pomerania și Varmia și Mazuria și regiunea rusă Kaliningrad.
Grupul etnic aproape dispărut al curlandienilor (Kursenieki⁠(d)) a trăit pe linia de coastă a Vistulei, lângă lagună.

### Evenimente istorice legate de lagună
Din ianuarie până în martie 1945, pe toată perioada evacuării Prusiei Răsăritene, refugiații din Prusia Răsăriteană au traversat laguna înghețată în drumul lor spre vest, după ce Armata Roșie a ajuns pe coasta lagunei de lângă Elbing la 26 ianuarie. Atacați de avioanele sovietice, mii de oameni au fost uciși sau au căzut prin gheața spartă.